# Ira (psicologia)

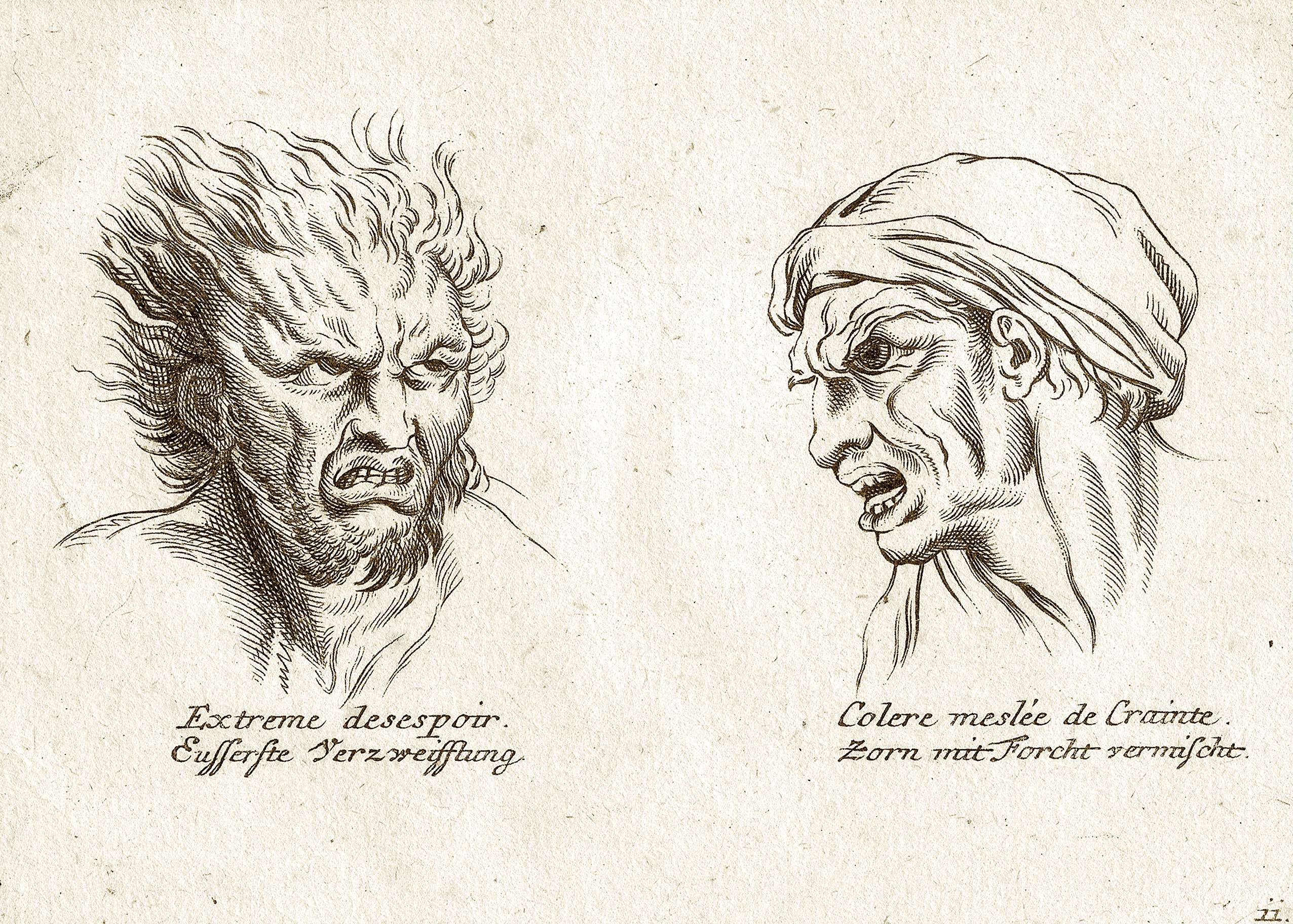
Fisiognomica dell'ira

Con i termini ira, furia, collera o rabbia, si indica uno stato psichico alterato, suscitato da elementi percepiti come minacce o provocazioni capaci di rimuovere i freni inibitori che normalmente stemperano le scelte del soggetto coinvolto. L'iracondo prova una profonda avversione verso qualcosa o qualcuno e, in alcuni casi, anche verso se stesso.
L'ira coinvolge modificazioni fisiologiche, come l'aumento del battito cardiaco e della pressione sanguigna, e un aumento dei livelli di adrenalina e noradrenalina. Il comportamento d'ira è spesso caratterizzato da una qualche forma di violenza, verbale o anche fisica. La reazione psicofisiologica dell'ira è presumibilmente correlata al comportamento di attacco o fuga, ed è quindi anche correlata con l'emozione della paura e con il fenomeno psicologico dello stress.

## Etimologia

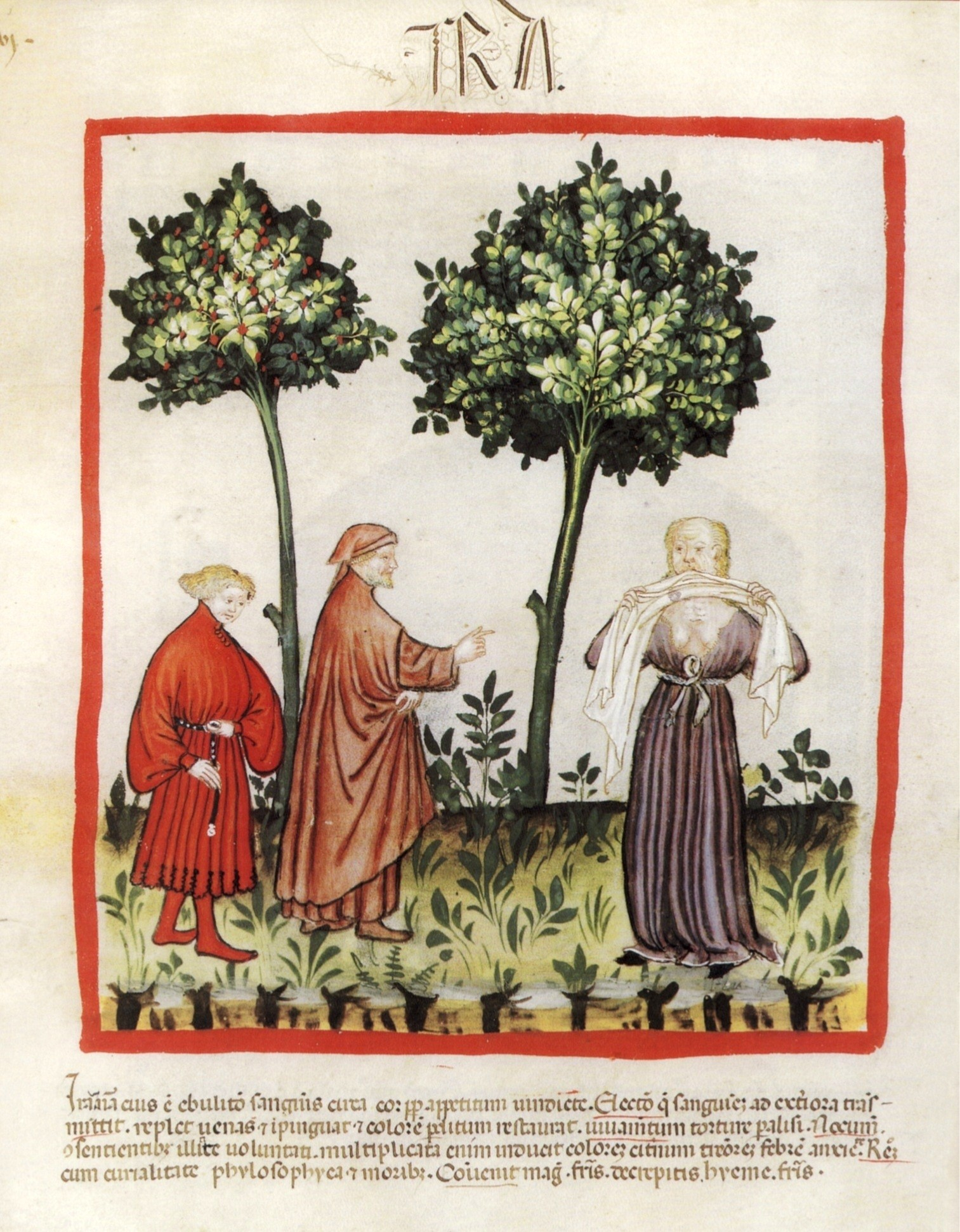
Tacuinum sanitatis casanatensis (XIV secolo)

Lo stesso concetto viene reso in lingua italiana con termini diversi: ira deriva dal latino ira, furia dal verbo latino furere, collera dal greco antico χολέρα, bile, in riferimento al temperamento collerico, mentre rabbia dal latino rabies. Quest'ultimo termine è passato in italiano principalmente a indicare una malattia virale, la rabbia, ma per traslato esso indica frequentemente anche lo stato psicologico qui descritto.

## Storia
I filosofi dell'antica Grecia avanzavano generalmente un giudizio negativo nei confronti dell'ira. Galeno e Seneca la consideravano una sorta di follia. Aristotele invece, attribuiva un certo valore alla rabbia che sorge come una rivendicazione di giustizia a seguito di un torto subito.
Gli studi sulla natura della collera che attraversarono il Medioevo fino all'età moderna, si basavano per il resto sulla dottrina dei quattro temperamenti individuali, considerandoli in genere come il risultato delle diverse qualità o umori presenti nelle persone. L'irascibilità o l'inclinazione alla collera, attribuita ad un eccesso di bile gialla prodotta dal fegato, definiva in particolare il tipo collerico che per Seneca era caratteristico delle persone dai capelli rossi e dal viso rubicondo.

### L'ira come cura
I meccanismi della collera non sono esclusivamente fisici: infatti anche l’ambiente sociale e l’educazione ricevuta influiscono sulla propensione al comportamento iroso. «Non è ancora chiaro fino a che punto si tratti di propensione innata. Recenti studi su gemelli omozigoti cresciuti in ambienti diversi dimostrano che questi possono presentare diversi gradi d’inclinazione all’ira.»
In passato diverse sono state le valutazioni sulle conseguenze di un comportamento collerico. Mentre un atteggiamento iroso veniva auspicato per i soldati resi così più efficienti per la guerra, l'ira poteva essere giudicata deleteria per l'ordine e la pace della comunità sociale e per questo considerata, ad esempio dalla dottrina cristiana, come uno dei sette vizi capitali. I medici del medioevo addirittura pensavano che poteva essere portatore di salute lo sfogo collerico. In particolare nell’XI secolo il medico musulmano Ibn Butlān credeva che siccome la collera sviluppava calore verso le estremità del corpo, ciò poteva giovare per dare nuovo vigore a coloro che fossero indeboliti dopo una lunga malattia e addirittura riteneva che l'ira fosse uno strumento per curare la paralisi.
Nel XIII secolo lo scienziato ed alchimista Ruggero Bacone affermava che fra i vizi, il più innaturale e il più pericoloso era l’ira, l’unico vizio non legato alla voluttà, ma anche passione ambivalente, perché poteva essere considerata come giusta reazione ai soprusi. Sosteneva poi che i frequenti attacchi d'ira fossero salutari per rallentare il processo d'invecchiamento che si credeva dipendesse da un progressivo raffreddamento e rinsecchimento del corpo. L'ira quindi era manifestazione di spirito giovanile e vitale. Il medico valenciano Lluís Alcanyís, in un saggio sulla peste edito nel 1460, riferiva la storia di un dottore che aveva curato un paziente colpito da un’estrema debolezza facendolo arrabbiare ricordandogli i torti subiti in passato. Secondo l'autore, il paziente, dopo essersi adirato, riprese il vigore perduto.
All’inizio del Novecento, il padre della psicanalisi Sigmund Freud, colpito dall'atteggiamento di ira trattenuta rappresentato dalla statua del Mosè di Michelangelo, iniziò a trattare di quelle emozioni represse, come può essere l’ira, che potevano causare una gamma di sintomi fisici dal mal di testa ai disturbi intestinali. Sulla convinzione del potere curativo dello sfogo dell'ira, psicologi e psichiatri in Gran Bretagna e negli Stati Uniti cercarono di organizzare terapie indirizzate a scatenare la collera repressa accumulata dai loro pazienti. «Un esempio fu la “ventilation therapy” praticata nei centri per la disintossicazione Synanon in California nei tardi anni Cinquanta. Durante le sedute di gruppo i pazienti venivano incoraggiati a provocarsi a vicenda in modo da scavare sempre più a fondo nel loro dolore emotivo. Di solito non bisognava aspettare molto perché qualcuno perdesse il controllo e così si credeva iniziasse la guarigione.»
Altri esempi sono la “Terapia Primaria” di Arthur Janov, nella quale i pazienti sono invitati a rivivere ed esprimere i "sentimenti repressi" e la comunità terapeutica creata da Ronald D. Laing a Kingsley Hall nel Regno Unito nei tardi anni Sessanta. «Secondo loro, uno scoppio d’ira era l’espressione dell’identità autentica di un individuo perché abbatteva quel falso sé che il paziente aveva costruito per gestire meglio la propria esistenza. Questi terapeuti credevano che la rabbia potesse riportare i pazienti in contatto con il loro vero io, liberandoli dalle forme di follia o tossicodipendenza che erano diventate il loro rifugio. In alcuni casi funzionava. Attualmente però si sa che scatenare attacchi d’ira non è curativo. Anzi, spesso ne stimola di ulteriori. Agli psicoterapeuti oggi non interessa innescare manifestazioni di rabbia, ma cercare di capire i motivi che inducono le persone ad averne. Infatti in taluni casi l’ira può derivare dalla repressione di altre emozioni che in una certa situazione ci mettono ancora più a disagio, come la paura.»

## Descrizione
La presenza dell'ira appare manifesta in tratti fisici solitamente inconsapevoli: ciglia abbassate e contratte, labbra strette e tese, narici dilatate e occhi socchiusi avvertono della reazione distruttiva o autodistruttiva; queste sono caratteristiche genericamente simili a tutti gli esseri umani, anche di culture diverse, che fanno ritenere l'ira come un’emozione universale secondaria o meglio sovra-strutturata in quanto viene attivata conseguentemente ad un'altra emozione che può rimanere inconscia.

### Neurobiologia
Per la neurobiologia, l'ira è una delle strategie cerebrali per affrontare la paura dell'incertezza. Il processo dell'ira tende a farci sentire pienamente giustificati nella nostra percezione della realtà ed è sostenuto da cambiamenti fisiologici: i muscoli si tendono, aumenta il battito cardiaco, la pressione sanguigna, il ritmo respiratorio ed il cervello rilascia catecolamine che stimolano azioni protettive immediate, adrenalina, noradrenalina che innescano un eccitamento aggressivo focalizzante che permane a lungo.
«Dal punto di vista neurobiologico, l’ira origina un’attivazione delle regioni orbitali frontali, che sono coinvolte anche nei processi di avvicinamento sociale. Studi neuroanatomici indicano che nella collera intervengono, rafforzandosi e facendo anche da contrappeso fra loro, differenti regioni del cervello, inclusi i tessuti del sistema limbico tra cui l’amigdala, che scatenano l’ira. La corteccia prefrontale invece svolge una funzione regolatrice e moderatrice dell’impulso.»

### Psicologia
L'ira è vista come una forma di reazione e/o risposta (emozione secondaria) da parte di una persona a situazioni sfavorevoli. In psicologia, sono riconosciuti tre tipi di ira:
- la prima forma, denominata "rabbia frettolosa ed improvvisa" da Joseph Butler (un vescovo inglese del XVIII secolo), è collegata all'impulso di autoconservazione: condivisa da essere umano e animale, si verifica quando il soggetto si ritiene tormentato o intrappolato;
- la seconda forma, chiamata "rabbia costante e deliberata", è una reazione alla percezione deliberata di subire un trattamento ingiusto oppure un danno da altri soggetti. Come la prima forma, anche questa è episodica;
- la terza forma è invece disposizionale, legata più a tratti caratteriali che ad istinto e cognizione. Irritabilità, villania e scontrosità sono spesso presenti in quest'accezione.

Oppure anche quattro:
- da frustrazione, collera sorge dai limiti imposti dalla socializzazione
- da risentimento, collera provocata da una proiezione verso l'esterno della collera da frustrazione
- da sfida, collera caratteristica nei bimbi verso i due anni, di opposizione
- da indignazione, collera costruttiva per cambiare un'ingiustizia[16]

Potenzialmente, l'ira è in grado di mobilitare risorse psicologiche positive tra cui: correzione di comportamenti sbagliati, promozione di un'uguaglianza sociale ed espressione di sentimenti negativi su controversie. D'altro canto l'ira può rivelarsi "distruttiva" quando non trova un adeguato sbocco di espressione; una persona irata può infatti perdere oggettività, empatia, prudenza e senso di riflessione e causare danni ad altre persone o cose. Ira ed aggressività (fisica o verbale, indiretta o diretta) sono distinte, anche se possono influenzarsi a vicenda.

#### Sintomi
Una distinzione nella manifestazione dell'ira può essere fatta tra "ira passiva" ed "ira aggressiva": forme, queste, che hanno sintomi caratteristici.

#### Ira passiva
Può manifestarsi nei seguenti modi:
- Elusività: voltare le spalle agli altri, tirarsi indietro e diventare fobico.
- Distacco: manifestare indifferenza, immusonirsi o fare sorrisi falsi.
- Finta riservatezza: evitare il contatto visivo, spettegolare, minacciare in modo anonimo.
- Autosacrificio: essere eccessivamente disponibili, accontentarsi di un ruolo secondario, rifiutare aiuto.[non chiaro]
- Autobiasimo: scusarsi eccessivamente, autocriticarsi ed accettare ogni critica.[non chiaro]

#### Ira aggressiva
Può manifestarsi nei seguenti modi:
- Distruttività: distruggere oggetti, ferire animali, rompere rapporti[non chiaro], abusare di alcol o di droga.
- Vendetta: essere punitivi, rifiutare di perdonare, rievocare ricordi spiacevoli.
- Bullismo: intimidire o perseguitare le persone, prendersi gioco di elementi deboli della società.
- Minaccia: spaventare le persone, tenere comportamenti pericolosi.
- Esplosività: furia improvvisa, senso di frustrazione, attacco indiscriminato.
- Egoismo: ignorare le esigenze altrui, negare l'aiuto a chi è in difficoltà.
- Sconsideratezza: tenere atteggiamenti pericolosi come guidare troppo velocemente e spendere denaro incoscientemente.[non chiaro]
- Vandalismo: danneggiare opere ed oggetti, compiere atti di teppismo o piromania. Comportamenti spesso associati al consumo di alcol e droghe.
- Autolesionismo: comportamento aggressivo rivolto verso se stessi